# 金国栄
金 国栄（キム・グクヨン、キム・クキョン、キムクギョン、キムグギョン、Kim Kukyoung、1991年4月19日 - ）は、韓国・安養市出身の陸上競技選手。専門は短距離走の100mで、自己ベストは10秒07の韓国記録保持者である。

## 経歴
2001年6月の全国少年体育大会男子80mでは優勝できなかったものの、初の全国大会で6位に入った。
2010年6月7日の韓国選手権男子100m予選で10秒31をマークし、1979年に徐末九が樹立した10秒34の韓国記録を31年ぶりに塗り替えた。勢いに乗った金国栄は準決勝でも自身の韓国記録を更新する10秒23（+2.0）をマークし、韓国人として初めて10秒3の壁を突破した。金国栄はレース後に「9秒99も出せると思う」と、韓国人初の9秒台へ自信をのぞかせた。
2011年8-9月に地元韓国で開催された大邱世界選手権に出場したが、男子100mは予選でフライングの失格となった。3走を務めた男子4×100mリレーでは予選において38秒94の韓国新記録を樹立したが、リレーメンバーだった臨熙南のドーピング違反により失格となった。
2014年7月6日に日中韓3カ国交流陸上に出場すると、男子100mは自身の韓国記録に0秒01差と迫る10秒24（+1.0）で2位に入り、3走を務めた男子4×100mリレーは38秒74の韓国新記録を樹立して優勝した。
2015年7月に地元韓国で開催された光州ユニバーシアードに出場すると、男子100mの準決勝で10秒16（+1.8）をマークし、5年ぶりに自身の韓国記録を0秒07塗り替えた。
2016年8月13日のリオデジャネイロオリンピック男子100m予選では、韓国勢としてこの種目に1996年アトランタ大会以来20年ぶりとなる出場を果たしたが、結果は10秒37（-1.3）の組7着に終わった。
2017年6月25日のKBS杯全国陸上競技大会男子100mで自身の持つ韓国記録（10秒16）を更新する10秒13（+0.2）、追い風参考記録ながら10秒07（+3.6）と2レース続けて好タイムをマーク。27日のコリアオープン国際陸上競技大会男子100m決勝では2日前の記録を0秒06更新するとともに、ロンドン世界選手権の参加標準記録（10秒12）を突破する10秒07（+0.8）をマークした。
2017年8月4日のロンドン世界選手権男子100m予選で10秒24（+0.9）をマークし、着順での予選突破となる組3着（全体24位）に入った。オリンピックと世界選手権を通じて、100mでの準決勝進出は女子も含め韓国史上初の快挙となったが、翌日の準決勝は10秒40（-0.5）とタイムを落とし敗退した。

## 自己ベスト
記録欄の（　）内の数字は風速（m/s）で、+は追い風を意味する。
| 種目 | 記録           | 年月日         | 場所   | 備考           |
| 屋外 | 屋外           | 屋外           | 屋外   | 屋外           |
| ---- | -------------- | -------------- | ------ | -------------- |
| 100m | 10秒07 (+0.8)  | 2017年6月27日  | 旌善   | 韓国記録       |
| 100m | 10秒03w (+3.4) | 2017年10月22日 | 忠州市 | 追い風参考記録 |
| 200m | 20秒51 (+0.3)  | 2018年6月28日  | 旌善郡 |                |
| 室内 |                |                |        |                |
| 60m  | 6秒82          | 2015年2月26日  | 大邱   |                |

## 主な成績
備考欄の記録は当時のもの
| 年   | 大会                      | 場所             | 種目    | 結果      | 記録            | 備考                                |
| ---- | ------------------------- | ---------------- | ------- | --------- | --------------- | ----------------------------------- |
| 2008 | アジアジュニア選手権 (en) | ジャカルタ       | 100m    | 準決勝    | 10秒68 (+0.7)   |                                     |
| 2008 | アジアジュニア選手権 (en) | ジャカルタ       | 200m    | 予選      | 21秒38 (+0.1)   |                                     |
| 2009 | アジア選手権 (en)         | 広州             | 100m    | 予選      | 10秒81 (-1.0)   |                                     |
| 2009 | アジア選手権 (en)         | 広州             | 4x100mR | 6位       | 39秒86 (1走)    |                                     |
| 2009 | 東アジア大会 (en)         | 香港             | 100m    | 予選      | 10秒79          |                                     |
| 2010 | 世界ジュニア選手権        | モンクトン       | 100m    | 準決勝    | 11秒05 (-0.7)   |                                     |
| 2010 | アジア大会                | 広州             | 100m    | 準決勝    | 10秒51 (+0.7)   |                                     |
| 2010 | アジア大会                | 広州             | 4x100mR | 予選      | DQ (3走)        |                                     |
| 2011 | アジア選手権              | 神戸             | 100m    | 準決勝    | 10秒73 (0.0)    |                                     |
| 2011 | アジア選手権              | 神戸             | 4x100mR | 6位       | 39秒85 (1走)    |                                     |
| 2011 | 世界選手権                | 大邱             | 100m    | 予備予選  | DQ              | フライング                          |
| 2011 | 世界選手権                | 大邱             | 4x100mR | 予選 失格 | 38秒94 (3走) DQ | 韓国記録 リレーメンバーのドーピング |
| 2013 | アジア選手権              | プネー           | 100m    | 予選      | DQ              | フライング                          |
| 2013 | アジア選手権              | プネー           | 4x100mR | 4位       | 39秒18 (4走)    |                                     |
| 2013 | 世界選手権                | モスクワ         | 4x100mR | 予選      | 39秒00 (4走)    | 韓国記録                            |
| 2014 | アジア大会                | 仁川             | 100m    | 準決勝    | 10秒35 (+1.2)   |                                     |
| 2014 | アジア大会                | 仁川             | 4x100mR | 決勝      | DQ (4走)        | オーバーゾーン                      |
| 2015 | アジア選手権              | 武漢             | 100m    | 準決勝    | 10秒47 (+0.7)   |                                     |
| 2015 | アジア選手権              | 武漢             | 4x100mR | 予選      | 40秒42 (4走)    |                                     |
| 2015 | ユニバーシアード (en)     | 光州             | 100m    | 6位       | 10秒31 (0.0)    | 準決勝10秒16 (+1.8)：韓国記録       |
| 2015 | ユニバーシアード (en)     | 光州             | 200m    | 1次予選   | DNF             |                                     |
| 2015 | ユニバーシアード (en)     | 光州             | 4x100mR | 予選      | 39秒75 (3走)    | 決勝進出                            |
| 2015 | 世界選手権                | 北京             | 100m    | 予選      | 10秒48 (-0.1)   | 全体43位                            |
| 2016 | オリンピック              | リオデジャネイロ | 100m    | 予選      | 10秒37 (-1.3)   | 全体51位                            |
| 2017 | 世界選手権                | ロンドン         | 100m    | 準決勝    | 10秒40 (-0.5)   | 全体23位                            |
| 2018 | アジア大会                | ジャカルタ       | 100m    | 8位       | 10秒26 (+0.8)   |                                     |
| 2018 | アジア大会                | ジャカルタ       | 200m    | 4位       | 20秒59 (+0.7)   |                                     |
| 2018 | アジア大会                | ジャカルタ       | 4x100mR | 5位       | 39秒10 (3走)    |                                     |
| 2019 | アジア選手権              | ドーハ           | 100m    | 6位       | 26秒22 (+1.5)   |                                     |
| 2019 | アジア選手権              | ドーハ           | 4x100mR | 予選      | 39秒22 (1走)    | 決勝進出                            |